# Villa Bortolon
Villa Bortolon è una villa veneta di Conegliano, ubicata in via Manin, lungo la ferrovia.

## Storia
Villa Bortolon è un edificio risalente al XVII secolo, ricordata come residenza della famiglia locale dei Bortolon.
Nei secoli, con l'espandersi del centro di Conegliano e con la forte urbanizzazione dell'area dove sorge la villa, adiacente al grande complesso industriale Zoppas (ora "Setteborghi"), l'originale contesto in cui Villa Bortolon era inserita si è completamente perduto.
Tra la fine del XX secolo e gli anni 2000, l'area comprendente la villa e le architetture industriali novecentesche che le erano annesse è stata oggetto di valorizzazione, nonché di un restauro che ha tolto Villa Bortolon dal degrado.

## Descrizione
Edificio di medie dimensioni, Villa Bortolon si presenta con una facciata seicentesca, addossata alla strada. La perfetta simmetria fa sì che due coppie di monofore rettangolari si dispongano lateralmente, al piano terra, al portale (raggiungibile attraverso due brevi gradinate) e, al piano nobile, alla monofora a tutto sesto centrale, dotata di balaustra.
Sopra, un ammezzato occupa il sottotetto, al quale danno respiro quattro piccole finestre ovali; centralmente è presente una parte rialzata, in corrispondenza di un grande abbaino: tale rialzo è sovrastato da un timpano, aperto da una monofora a tutto sesto balaustrata e affiancato da piccole volute.